# Club Universidad de Guadalajara
Club de Fútbol Leones Negros de la Universidad de Guadalajara, mer känt som Leones Negros, är en fotbollsklubb från Guadalajara, Mexiko och bildades år 1970. Klubben vunnit den Concacaf Champions League år 1978.